# کافه، خیابان، پیاده‌رو
کافه، خیابان، پیاده‌رو فیلمی است مستند به کارگردانی میثم حسن‌زاده و سیاوش طیب‌طاهر. این فیلم براساس زندگی رسول سمیع، مجمدجواد فرشیم، آرش ضرابی‌ها و نیما حسنی ساخته شده‌است.

## داستان
«کافه، خیابان، پیاده‌رو» دربارهٔ موزیک خیابانی و افرادی است که در خیابان از این طریق با کمک‌های مردمی کسب درآمد و امرار معاش می‌کنند. در این مستند که زمستان ۱۳۹۱ در تهران جلوی دوربین رفته‌است به ویژگی‌های هنری و جایگاه اجتماعی این هنرمندان خیابانی توجه شده و سعی شده نگاه مردم جایگزین نگاه دوربین شود. هم‌چنین در این مستند با ورود به زندگی شخصی این اشخاص ماهیت روحی و روانی این افراد مورد کنکاش قرار گرفته‌است.

## افتخارات
| رویداد                | تاریخ | محل                   | رده                      | گیرنده                      | نتیجه    |
| --------------------- | ----- | --------------------- | ------------------------ | --------------------------- | -------- |
| آ.او. اف فیلم فستیوال | ۲۰۱۶  | ایالات متحده، لاس‌وگاس | دیپلم افتخار بهترین فیلم | میثم حسن‌زاده، سیاوش طیب‌طاهر | برنده    |
| وی فیلم فستیوال       | ۲۰۱۶  | لبنان، بیروت          | بهترین فیلم              | میثم حسن‌زاده، سیاوش طیب‌طاهر | نامزدشده |
| جشنواره فیلم پنج قاره | ۲۰۱۶  | ونزوئلا، آنسوآتگی     | بهترین فیلم              | میثم حسن‌زاده، سیاوش طیب‌طاهر | نامزدشده |
| جشنواره فیلم خورشید   | ۲۰۱۶  | ایران، تهران          | دیپلم افتخار بهترین فیلم | میثم حسن‌زاده، سیاوش طیب‌طاهر | برنده    |
| جشنواره فیلم سحر      | ۲۰۱۶  | بریتانیا، منچستر      | بهترین فیلم              | میثم حسن‌زاده، سیاوش طیب‌طاهر | نامزدشده |